# Hertog van Buccleuch

Wapen van de hertog van Buccleuch

Hertog van Buccleuch (Engels: Duke of Buccleuch) is een Schotse adellijke titel. 
De titel hertog van Buccleuch werd gecreëerd in 1663 door Karel II voor zijn natuurlijke zoon James Scott en diens echtgenote Anne Scott. Beiden droegen de titel op eigen recht. Na zijn opstand tegen zijn oom Jacobus II verloor James de titel, maar zijn echtgenote mocht hem behouden. De titel wordt nog steeds door zijn nazaten gedragen, nu met de familienaam Montagu Douglas Scott.
De hertog van Buccleuch is sinds 1810 ook hertog van Queensberry. Zijn oudste zoon heeft de hoffelijkheidstitel Graaf van Dalkeith (Engels: Earl of Dalkeith).

## Hertog van Buccleuch(1663)
- James Scott, 1e hertog van Buccleuch (1663–1685)
- Anne Scott, 1e hertogin van Buccleuch (1663–1732)
- Francis Scott, 2e hertog van Buccleuch (1732–1751)
- Henry Scott, 3e hertog van Buccleuch (1751–1812)
- Charles Montagu-Scott, 4e hertog van Buccleuch (1812–1819)
- Walter Montagu Douglas Scott, 5e hertog van Buccleuch (1819–1884)
- William Montagu Douglas Scott, 6e hertog van Buccleuch (1884–1914)
- John Montagu Douglas Scott, 7e hertog van Buccleuch (1914–1935)
- Walter Montagu Douglas Scott, 8e hertog van Buccleuch (1935–1973)
- John Scott, 9e hertog van Buccleuch (1973–2007)
- Richard Scott, 10e hertog van Buccleuch (2007-heden)